# Jan Schoonhoven

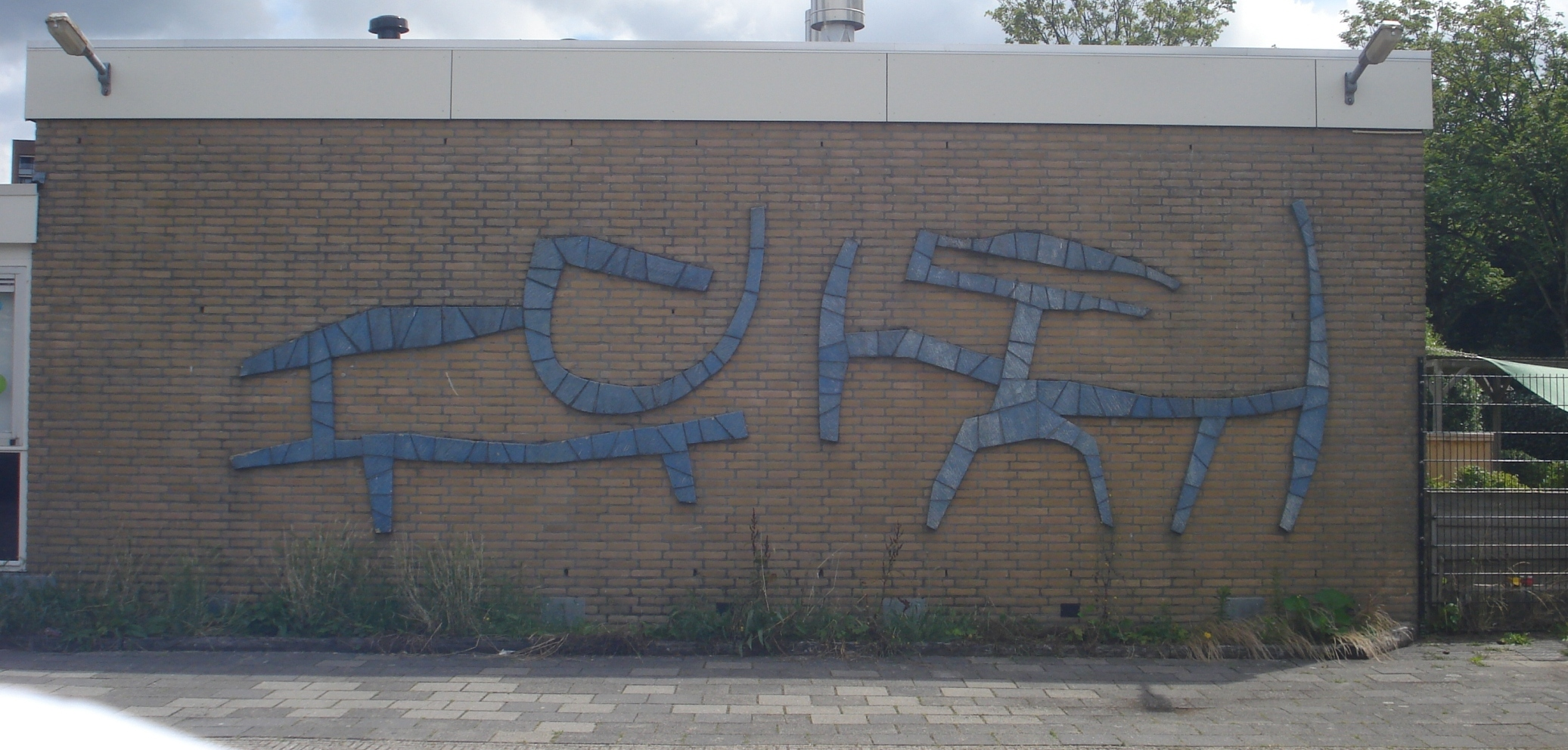
Reliëf, Max Havelaarweg in Rotterdam-Hoogvliet

Johannes Jacobus (Jan J.) Schoonhoven (Hof van Delft, 26 juni 1914 – Delft, 31 juli 1994) was een Nederlandse beeldend kunstenaar. Hij maakte deel uit van de Nederlandse Nul-beweging.

## Opleiding en start
De jonge Schoonhoven volgde de MULO in Delft; hij tekende veel en kreeg op zijn 13e les van een plaatselijke kunstschilder. Zo maakte hij al reeksen karikaturen die hij voor een cent per stuk verkocht. Van 1930 tot 1934 studeerde hij aan de Academie van Beeldende Kunsten in Den Haag. Het was crisistijd en een baan kon hij niet vinden. Zijn ouders wilden dat hij die opleiding deed om tekenleraar te worden en zo een vast inkomen te verdienen.
Schoonhoven begon in zijn academiejaren voor zichzelf te schilderen in de stijl van het Duitse expressionisme. Het werk van Paul Klee inspireerde hem; ook George Grosz en Otto Dix kon hij erg waarderen.
Zijn eerste (groeps)expositie had hij in 1938 bij De Onafhankelijken in Amsterdam. Tijdens de oorlogsjaren tot 1945 heeft hij nauwelijks in loondienst gewerkt; in 1941 verbleef hij nog korte tijd in kamp Amersfoort. Tot 1948 maakte hij naar eigen zeggen veel werk in de stijl van Paul Klee, waarmee hij toen bewust is opgehouden. Zijn werken zijn in die jaren verschillende keren tentoongesteld bij de Haagse Kunstkring waar hij lid van was. Veel werk uit deze vroege tijd heeft hij kort daarna vernietigd.

## Leven en werk
Schoonhoven werkte van 1946 tot zijn pensioen in 1979 bij de Centrale Afdeling Gebouwen van (het toenmalige staatsbedrijf) PTT. Zijn kunstenaarschap speelde zich dus af in de avonduren en de vrije weekenden. In 1953 ging hij aan het knutselen met papier en ribkarton voor zijn zoontje: ridderkastelen, fabrieken en een bergmassief. Hij ging ook kerken en andere gebouwen maken van die materialen. Het "Apostelhuis", dat vermoedelijk als enige kunstvoorwerp uit deze periode de tijd heeft overleefd, is in 2019–2021 gerestaureerd bij Museum Prinsenhof in Delft.
Circa 1956-57 begon hij zijn allereerste monochrome witte reliëfs te maken, niet langer in verf maar in papier-maché, om zo een tastbare uitstraling te krijgen in zijn werk. De nadruk op het materiële hing toen al voelbaar in de artistieke lucht, wat hij in die tijd onder andere herkende in de pasteuze abstracte schilderijen van Bram Bogart, die hem inspireerden. Schoonhoven gebruikte vanaf nu als materialen voor zijn te maken kunstwerken stukjes ribkarton, papier-maché en veel closetrollen. Zij werden bevestigd op een triplex ondergrond. De voorstellingen in deze eerste reliëfs ontstonden volgens geometrische principes.
Bovendien kregen zijn kunstwerken niet langer een titel, maar slechts letters (verwijzend naar het soort kunstwerk, zoals T voor een tekening en R voor een reliëf)), gevolgd door een cijfer (voor het vervaardigingsjaar) en een volgnummer.
Veel later, vanaf 1978 ontstonden er veel tekeningen: met lijnen, punten en arceringen tekende Schoonhoven toen deels expressief aandoende, haast kalligrafische, pen- en penseeltekeningen.
Van Schoonhoven zei over zijn witte reliëfs:
 'Het gaat mij om een totaal wit vlak. Los van ieder schilderkunstig verschijnsel, los van iedere inmenging die vreemd is aan de waarde van het vlak. Het wit is geen poollandschap, geen materie die bepaalde associaties oproept, geen mooie materie, geen sensatie, geen symbool of iets anders. Een wit vlak is een wit vlak.' 

## Schoonhoven en de 'Nul'
In 1957 richt Schoonhoven met Bram Bogart, Armando, Van Bohemen, Jan Henderikse en Henk Peeters de Informele Groep op. De 'Informelen' willen het accent leggen op de expressie van het materiaal, dit als reactie op de emotionele benadering van de schilders, zoals van Cobra. De groep had diverse tentoonstellingen, o.a. in Duitsland en in Antwerpen. Hierdoor kwamen ze opnieuw nadrukkelijk in contact met het werk van de Duitse Zero-kunstenaars Otto Piene, Heinz Mack en Günther Uecker, waardoor hun opvattingen over moderne, objectieve kunst verder radicaliseerden.
Samen met Armando, Henk Peeters, Jan Henderikse richtte Schoonhoven in 1960 de Nulgroep op. De groep kunstenaars zocht nu naar een objectieve kunst, die van elke emotionele waarde werd ontdaan en waarin de aanwezigheid van de kunstenaar als persoon zo volledig mogelijk was uitgewist. 
In de groep toonde Schoonhoven zich een goede organisator; hij legde veel contacten en er volgden diverse tentoonstellingen in binnen- en buitenland. Maar zijn baan (en de regelmaat daarvan) bij de PTT wilde hij niet missen. Daardoor kreeg hij het erg druk. In Delft vond hij dan enkele assistenten die hem hielpen bij het uitvoeren van zijn ontwerpen in het definitieve materiaal. De zoektocht van Schoonhoven in de kunst wordt het best samengevat in zijn uitspraak: Je moet streven naar een minimum, maar anoniem gaat het nooit.
Citaat van Schoonhoven over de Nul / Zero:
 'Zero is in de eerste plaats een nieuwe opvatting van de realiteit waarin de individuele rol van de artist is beperkt tot een minimum. De Zero kunstenaar kiest slechts, isoleert delen realiteit (materialen zowel als van de realiteit afgeleide ideeën) en toont deze op de meest neutrale manier.. ..Het aanvaarden van dingen zoals ze zijn en ze niet veranderen om persoonlijke redenen, slechts veranderingen aanbrengen indien noodzakelijk om de realiteit op meer intensieve wijze te laten zien.' 

## Bekendheid en verspreiding
Het werk van Schoonhoven was te zien op vele tentoonstellingen in binnen- en buitenland. In 1968 was er een overzichtstentoonstelling in het Van Abbemuseum te Eindhoven; in 1984 – na de David Roëllprijs – volgde een nieuw overzicht in het Haags Gemeentemuseum. In 1967 ontving hij bij de negende Biënnale van São Paulo een tweede prijs en kreeg zo internationale erkenning.
Schoonhoven, wiens vrouw Anita bekendheid genoot door het organiseren van jazzconcerten, overleed in juli 1994.

## Werken in openbare collecties (selectie)
- Centraal Museum, Utrecht
- CODA, Apeldoorn
- Dordrechts Museum, Dordrecht
- Kröller-Müller Museum, Otterlo
- Lehmbruck-Museum, Duisburg
- Louisiana Museum of Modern Art, Humlebæk
- MoMa, New York
- Museum Abteiberg, Mönchengladbach
- Museum Belvédère, Heerenveen
- Museum Boijmans Van Beuningen, Rotterdam[5]
- Museum van Bommel van Dam, Venlo
- Museum van Hedendaagse Kunst Antwerpen, Antwerpen
- Stadsgalerij Heerlen, Heerlen
- Stedelijk museum, Amsterdam
- Stedelijk Museum Schiedam, Schiedam
- Rijksmuseum Amsterdam[6]
- Rijksmuseum Twenthe, Enschede
- Prinsenhof, Delft
- Kunstmuseum Den Haag
- Van Abbemuseum, Eindhoven[7]
- Centre Pompidou, Parijs

## Tentoonstellingen (selectie)
- 2009 - Jan Schoonhoven Reliëfs en tekeningen van 12 september 2009 t/m 28 februari 2010, Gemeentemuseum Den Haag[8]
- 2019 - Jan Schoonhoven Kunst in Oplage van 29 Juni 2019 t/m 29 September 2019, Gemeentemuseum Den Haag[9]
- 2021 - Het Apostelhuis van Jan Schoonhoven. Een meesterwerk van papier van 18 juni 2021 t/m 10 oktober 2021, Museum Prinsenhof Delft[10]

## Trivia
- R 61-5 Jaloezieënreliëf werd in 2009 verkocht voor 540.750 euro bij Sotheby's in Amsterdam.[11]
- Wit Struktuurreliëf R 62 werd op 10 februari 2010 bij Sotheby's in Londen voor ruim 814.000 euro geveild.[11]